# Bùi Thị Diễm
Bùi Thị Diễm (sinh năm 1984) là một nữ diễn viên, người mẫu, hoa hậu Việt Nam. Cô từng đăng quang hoa hậu trong cuộc thi Hoa hậu phụ nữ Việt Nam qua ảnh năm 2004. Chồng cô là Nguyễn Xuân Anh, nguyên Chủ tịch Hội đồng nhân dân thành phố Đà Nẵng.

## Xuất thân và giáo dục
Bùi Thị Diễm sinh năm 1984 ở thành phố Cần Thơ. Cô sinh ra và lớn lên ở vùng miệt vườn thành phố Cần Thơ. Nhà ở xóm Yên Hạ, quận Cái Răng, bên cạnh sông Cái Răng Bé quanh năm rợp bóng dừa. Cha là ông Tư Sói, làm nghề y tá, mẹ là bà Tư làm nghề thợ may. Cha mẹ cô sinh được hai con gái. Cô là chị cả. Phụ huynh cô còn làm nghề chăn nuôi lợn và có trại lợn lớn nhất nhì trong vùng với 150 con lợn thịt, 10 con lợn nái và bầy lợn con vào năm 2004. Thường ngày cô thường giúp đỡ mẹ nấu rượu đổ hèm nuôi lợn, dọn chuồng lợn và đỡ đẻ cho lợn. Dáng người của cô cao (bạn bè đặt biệt danh "Diễm cây sậy", da trắng hồng một phần giống cha mẹ, một phần nhờ sống ở vùng sông nước khỏe bơi lội.
Thời học phổ thông, cô học khá các môn khoa học tự nhiên. Sau khi vào Trường Đại học Tây Đô khoa quản trị, ở năm nhất, cô tập trung học các học phần về quản trị doanh nghiệp. Cô có đầu óc thực tế, ưu tiên cho việc học. Cô cao 1,69m, vòng một 82, vòng hai 59, vòng ba 88.

## Sự nghiệp
Bùi Thị Diễm tham gia nhiều cuộc thi sắc đẹp và từng đoạt các danh hiệu: Á khôi Duyên dáng đồng bằng 2003; Á hoàng 1 cuộc thi "Nữ hoàng trang sức Việt Nam 2003"; giải gương mặt ăn ảnh; giải đồng Siêu mẫu khu vực Đồng bằng sông Cửu Long 2004; hoa hậu báo Thế giới Phụ Nữ Việt Nam 2004 (Hoa hậu phụ nữ Việt Nam qua ảnh) do báo Phụ nữ Việt Nam và tạp chí Thế giới phụ nữ tổ chức, giải thưởng 50 triệu đồng. Mẹ chính là người thiết kế và tự may trang phục cho cô khi dự thi cuộc thi Hoa hậu phụ nữ Việt Nam qua ảnh năm 2004.
Sau khi đăng quang hoa hậu, cô quyết định vào Thành phố Hồ Chí Minh lập nghiệp để không chỉ tăng cường ngoại ngữ mà còn tham gia trình diễn thời trang. Cô được xếp vào top người mẫu đắt show thời gian này. Cô bắt đầu tham gia đóng phim với vai nữ chính trong bộ phim Gió thiên đường của đạo diễn Lâm Lê Dũng. Sau bộ phim, cô không xuất hiện trong làng giải trí.
Năm 2005, cô được mời làm đại diện Việt Nam tham gia cuộc thi Hoa hậu Hoàn vũ nhưng cũng quyết định từ chối vì không muốn bỏ lỡ việc học hành.
Sau khi lập gia đình vào năm 2008, cô lại quyết định chuyển về thành phố Đà Nẵng sinh sống. Cô tập trung thời gian chăm sóc cho chồng con và kinh doanh. Năm 2015, cô là Trưởng đại diện tại Đà Nẵng của một công ty phân phối độc quyền máy điều hòa Toshiba và đứng tên một đại lý bán vé máy bay, Công ty TNHH Xuân Minh Phát. Công ty này sử dụng nhà 47 đường Nguyễn Thái Học, được doanh nhân Vũ nhôm ủy nhiệm, một trong những lý do khiến Nguyễn Xuân Anh mất chức bí thư thành ủy Đà Nẵng cũng như chức Ủy viên Ban Chấp hành Trung ương Đảng Cộng sản Việt Nam.

## Gia đình
Cô đã lập gia đình với Nguyễn Xuân Anh (sinh năm 1976), Chủ tịch Hội đồng nhân dân thành phố Đà Nẵng, con của Nguyễn Văn Chi, nguyên Ủy viên Bộ Chính trị Ban Chấp hành Trung ương Đảng Cộng sản Việt Nam. Lễ cưới diễn ra ngày 29 tháng 3 năm 2008. Vào những ngày đầu năm 2010, cô sinh con trai đầu lòng với Nguyễn Xuân Anh. Con trai thứ hai ra đời vào năm 2012.